# Fσ集
數學上，一個Fσ集是可數個閉集的併集。Fσ集的記法是豪斯多夫在1914年出版的著作《集合论基础》引入的。名稱中的F來自法文的fermé，意思是閉（現在法文也稱閉集為fermé），而σ來自德文的Summe，意思是和，在此指可數個集合的併集。
Fσ集的補集是Gδ集。
可數多個Fσ集的併是Fσ集。有限多個Fσ集的交是Fσ集。Fσ和博雷爾分層中的{\displaystyle \mathbf {\Sigma } _{2}^{0}}相同。

## 例子
閉集是Fσ集。
在T1空間中，可數集是Fσ集，因為每個一點集都是閉集。
在可度量化空間中，任何開集都是Fσ集。
在實數集{\displaystyle \mathbb {R} }中，有理數集{\displaystyle \mathbb {Q} }是Fσ集，無理數集{\displaystyle \mathbb {R} \setminus \mathbb {Q} }不是Fσ集。